# ل ارون
ل ارون (به فرانسوی: Le Héron) یک کامین در فرانسه است که در Canton of Darnétal واقع شده‌است.

## خصوصیات
ل ارون ۱۰٫۷۲ کیلومترمربع مساحت و ۲۵۰ نفر جمعیت دارد و ۸۰ متر بالاتر از سطح دریا واقع شده‌است.